# رهان (فلم)
رهان (بالفرنسية: Un pari pimenté) هو فيلم كوميدي رومانسي مغربي من إخراج محمد كغاط سنة 2015، وبطولة كل من مراد الزاوي وأسماء الخمليشي وربيع القاطي وإيمان المشرفي.
وقد تم تصوير مشاهد الفيلم بين مدينتي الدار البيضاء وإفران.

## القصة
يحكي الفيلم قصة صديقين يراهن أحدهما على الآخر بخصوص قدرته على تناول عشاء رفقة ممثلة مشهورة، ومن ثمة تحدث مواقف وطرائف مثيرة.

## تشريفات
تم اختيار الفيلم في المهرجان الدولي للفيلم بمراكش في قسم "Coup de coeur" في ديسمبر 2014، بالإضافة إلى اختياره في مهرجانات وطنية ودولية أخرى مثل مهرجان مونتريال السينمائي العالمي في عام 2015.

## روابط خارجية
- مقالات تستعمل روابط فنية بلا صلة مع ويكي بيانات
- الفيلم على موقع المركز السينمائي المغربي
- الفيلم على موقع allocine.fr